# Reichsuniversität Posen

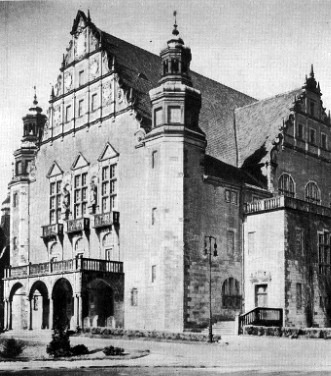
Reichsuniversität Posen

Die Reichsuniversität Posen wurde während der Deutschen Besetzung Polens 1939–1945 am 27. April 1941 durch das Deutsche Reich gegründet. Als „Grenzlanduniversität“ stand sie im Dienst der nationalsozialistischen Ideologie.

## Geschichte
Nach dem Überfall auf Polen annektierte das Deutsche Reich die ehemalige Provinzialhauptstadt Posen mit dem Wartheland, das seit 1919 zum polnischen Territorium gehörte. Die Neugründung 1941 unter dem Rektor und Agrarwissenschaftler Peter Carstens nutzte die Infrastruktur der polnischen Uniwersytet Poznański (Universität Posen), die 1919/20 entstanden war, nachdem Polen nach dem Ersten Weltkrieg der größte Teil der ehemals preußischen Provinz Posen zugeschlagen wurde. Die Posener Universität konnte ihren Lehrbetrieb nach der Auflösung im Untergrund fortsetzen. Carstens wurde 1942 eingezogen und übergab die Rektorgeschäfte an den Geographen Walter Geisler. Nach seinem Rücktritt 1944 übernahm im April der Betriebswirt Otto Hummel das Rektorat. In den Lehrkörper übernommen wurden zahlreiche Hochschullehrer vom Herder-Institut Riga, die durch den Hitler-Stalin-Pakt 1939 vertrieben worden waren.
Die Reichsuniversität Posen oszillierte zwischen propagandistischer Herrschaftsinszenierung und praxisbezogenem Wissenschaftsalltag im Krieg. Auch wenn sie eine frontfixierte Hochschule blieb, wurde sie von den Nationalsozialisten zunächst als NS-Musteruniversität und sog. „Führerschule des deutschen Ostens“ inszeniert. In der Landwirtschaftlichen Fakultät wurden Konzepte für Siedlungs- und Agrarpolitik entwickelt. Eingerichtet wurden ferner Fakultäten für Philosophie und Naturwissenschaften sowie Medizin, später traten Jura, Staats- und Wirtschaftswissenschaften hinzu. Zu den geförderten Arbeitsfeldern zählten Landwirtschaft, Naturwissenschaften und gegen Ende des Krieges vor allem die Wehrforschung, in enger Zusammenarbeit mit der Posener Reichsstiftung für deutsche Ostforschung. Die Philosophische Fakultät unter Federführung des Dekans Reinhard Wittram erhielt die Aufgabe, die behauptete Überlegenheit der deutschen Kultur in Ostmittel- und Osteuropa zu legitimieren.
Unter den Kriegsbedingungen schritt der Aufbau der Hochschule nur langsam voran. Das Hauptgebäude ging auf die preußische Königliche Akademie zurück, die zwischen 1903 und 1919 bestanden hatte. Als Universitätsbibliothek diente die frühere Kaiser-Wilhelm-Bibliothek. Der Universität zugeordnet war das 1942 in Nesselstedt (poln. Pokrzywno) bei Posen gegründete Zentralinstitut für Krebsforschung, welches sich neben seiner eigentlichen Aufgabenstellung u. a. auch mit der Entwicklung von Biologischen Waffen befasste.
Die Reichsuniversität Posen löste sich bei Kriegsende im Jahr 1945 auf.
Eine Reihe Professoren setzten in der Nachkriegszeit ihre akademischen Karrieren in Westdeutschland fort, darunter die Historiker Reinhard Wittram, Werner Conze, Herbert Ludat, der Turkologe Gerhard von Mende und der Physiologe Manfred Monjé.

## Bekannte Lehrer
- Leonid Arbusow (1882–1951), Mittelalterhistoriker
- Horst Bartholomeyczik (1903–1975), Jurist
- Karl Boekholt (1902–1983), Pflanzenbauwissenschaftler und Pflanzenzüchter
- Hans Brockmann (1903–1988), Chemiker
- Werner Döring (1911–2006), Physiker
- Johann Friedrich Crome (1906–1962), Klassischer Archäologe
- Theodor Förster (1910–1974), Physikochemiker
- Walter Geisler (1891–1945), Geograph und Ostexperte
- Robert Herrlinger (1914–1968), Anatom und Medizinhistoriker
- Otto Hummel (1892–1980), Betriebswirt und Rektor 1944/45
- Heinz Johannes (1901–1945), Architekt, Bauforscher und Denkmalpfleger
- Werner Lindenbein (1902–1987), Agrikulturbotaniker und Saatgutforscher
- Rudolf Lochner (1895–1978), Erziehungswissenschaftler
- Lutz Mackensen (1901–1992), Sprachforscher und Lexikograph
- Gerhard von Mende (1904–1963), Turkologe
- Manfred Monjé (1901–1981), Sinnesphysiologe
- Gertrud Otto (1895–1970), Kunsthistorikerin, eine der ersten Frauen mit Abitur im Königreich Bayern
- Albert Ponsold (1900–1983), Gerichtliche Medizin und Kriminalistik
- Hans Schmalfuß (1894–1955), Nahrungsmittelchemiker
- Karl Schmalfuß (1904–1976), Agrikulturchemiker und Bodenkundler
- Willi Gottfried Schultz (1900–1969), Gynäkologe
- Hans Ulrich Scupin (1903–1990), Staatsrechtslehrer und Staatsphilosoph
- Georg Segler (1906–1978), deutscher Agrarwissenschaftler, Ingenieur, Autor und Erfinder
- Kurt Stavenhagen (1884–1951), deutsch-baltischer Philosoph
- Walther Vetter (1891–1967), deutscher Musikwissenschaftler
- Friedrich Vittinghoff (1910–1999), Althistoriker
- Hermann Voss (1894–1987), Anatom
- Heinrich Karl Walter (1898–1989), Geobotaniker und Öko-Physiologe
- Hans-Oskar Wilde (1907–1981), Anglist, aufgrund seiner Einberufung zum Kriegsdienst von 1941 bis 1945 vertreten und lediglich offizieller Lehrstuhlinhaber
- Walter Wiora (1906–1997), Musikwissenschaftler
- Reinhard Wittram (1902–1973), Historiker

## Bekannte Studenten
- Jens Rohwer (1914–1994), Musikpädagoge, Komponist, Musikwissenschaftler und Autor
- Heinz Sielmann, Tierfilmer und Kameramann